# 黃拓榮
黃拓榮（1909年12月14日—1991年），臺灣教师、政治人物。臺東縣客家人，祖籍屏東縣。中國國民黨籍，曾擔任臺東縣議會議長、第三、四屆臺東縣縣長。在臺東縣地方派系屬「黃派」，被視為「黃派」創始人。

## 早年生平
黃拓榮祖籍屏東縣，祖父黃新龍，自今屏東萬巒鄉四溝水遷來臺東。黃拓榮與吳金玉有姻親關係，吳金玉為黃拓榮姑丈。黃拓榮的父親黃煥芹（1888－1967）曾任私塾漢文教師，母親陳福妹亦為四溝水人。
黃拓榮於明治四十二年十一月初二（1909年12月14日）生於卑南街。五歲時隨父親黃煥芹移居里壠（今關山）。早年就讀臺東公學校高等科，後升入臺南師範學校講習科，畢業後執教。昭和八年（1933年），帶職保送臺北帝國大學（今國立臺灣大學）農學院農業教員講習班攻讀農藝。結業後返鄉從事農業教育。:323
二戰結束後，黃拓榮被派為首任里壠鎮（今關山鎮）長，並加入中國國民黨，任里壠鎮區分部書記。:323
民國三十五年（1946年）冬，黃拓榮出任臺東縣農會理事長，隔年因病辭去。黃拓榮曾出任臺東縣農會理事主席、臺東縣警民協會理事長、中國青年反共救國團直屬臺東縣支隊長、臺東縣兵役協會主任委員等職。並曾入革命實踐研究院第十六期及革命實踐研究聯戰第八期結業。:323

## 政途
1952年，黃拓榮被選為臺東縣議會副議長。1953年，在吳金玉出任縣長後，空出的議長之位由黃拓榮獲國民黨支持競選，雖然黃拓榮與吳金玉同為客家人，然而「吳派」卻暗挺福佬籍許添枝，雖然在國民黨縣黨部施壓下，迫使許添枝公開放棄競選。然而在投票時，卻出人意料由許添枝獲得三分之二票數當選議長，:340本應由許添枝宣誓就職。唯最後在國民黨利用休會的五分鐘空檔，軟硬兼施運作下，使許添枝宣布辭去議長，傳出膾炙人口的「許添枝大哭辭退議長」、「許添枝痛哭辭退議長」一幕趣劇。:59:340但由於黃拓榮是在難堪的立場下出任議長，除了對吳金玉恨之入骨外，:340也開啟了「吳派」及「黃派」的惡鬥。:268
之後黃拓榮連任第三屆議長。
深知自己在「吳派」絕無出路下，黃拓榮利用主持議會期間，大力培養自己的政治勢力，成為「黃派」的開山始祖。:340黃拓榮網羅地方上具影響力的人士，如王錫五、賴萬成、洪掛等人，終於在第三屆縣長選舉時，獲國民黨提名出馬角逐縣長一職。然而其間遭到「吳派」推出的黃忠阻撓，最終仍由黃拓榮當選縣長。
第四屆縣長選舉，黃拓榮獲國民黨提名角逐連任，又遇上「吳派」暗挺林德村與之對抗。最終黃拓榮仍連任成功，然而兩次選舉中他所付出的代價，幾乎使他瀕臨破產的邊緣。:342
黃拓榮在縣長任內，對吳金玉的建設計畫一律予以否定。吳金玉任內曾興建加路蘭漁港的受到災害損害。黃拓榮不予重視，反而花費三千萬大力投資大武漁港互別苗頭。在意氣用事下，也導致兩頭落空，浪費了不少公帑。:342:268
縣長卸任後，黃拓榮被擢升任輔導會副祕書長。:343而黃拓榮仍經常返東插手地方政治。唯隨著當局開始消弭地方派系後，吳、黃兩派的影響性已經消退。:343

## 家庭與個人生活
黃拓榮的結髮原配陳進理，大正二年（1913）生，昭和七年（1932）經由姑姑陳金桂的介紹，嫁給時任里壠公學校的訓導黃拓榮。婚後2年，陳進理去世。昭和十年（1935）黃拓榮娶花蓮港廳大庄邱安然之女邱炳妹為妻。
黃拓榮在政壇上出頭後，與蔣彩鳳公開同居，但礙於輿情，並未與原配離婚。黃拓榮在當選縣長後，未依慣例由縣長夫人出任臺東縣婦聯會主任委員，而是推蔣彩鳳出任婦聯會主委。此舉鳩佔鵲巢曾引起很多人不滿，縣議會亦為此大張口伐過，然而黃拓榮仍安之泰然。:343